# 西藏自治区人民政府主席
西蔵自治区人民政府主席是中華人民共和国1965年设立的省级行政区西藏自治区的行政長官，權力和地位在中共西藏自治区党委书记之后。

## 历史
1951年，中华人民共和国中央人民政府和噶廈签订《中央人民政府和西藏地方政府关于和平解放西藏办法的协议》（《十七条協定》）。
《十七条協定》规定，「西藏的現行制度暂时予以維持」，「中央在必要时候根据規定对西藏、青海省、西康省藏族自治区进行民主改革」。
1959年藏区骚乱发生后，国务院总理周恩来于3月28日发布命令，宣布解散噶廈，由西藏自治区筹备委员会行使噶廈的职权。同时，班禅被任命为筹委会代理主任委员，并保留了流亡印度的达赖喇嘛的主任委员职务。
1965年，「 西藏自治区」正式成立，西藏自治区人民委員会主任担任西藏自治区的最初的行政長官。

### 西藏自治区行政長官职位变迁
1. 西藏自治区人民委员会主任：1965-1968
2. 西藏自治区革命委員会主任：1968-1979
3. 西藏自治区人民政府主席：1979-

## 西藏自治区歴任行政长官
| 任次 | 姓名                                            | 在任时期               | 职务                     |
| ---- | ----------------------------------------------- | ---------------------- | ------------------------ |
| 1    | 阿沛·阿旺晋美 （nga phod ngag dbang 'jigs med） | 1965年9月－1968年      | 西藏自治区人民委員会主任 |
| 2    | 曾雍雅                                          | 1968年9月－1970年11月  | 西藏自治区革命委員会主任 |
| 3    | 任荣                                            | 1970年11月－1979年8月  | 西藏自治区革命委員会主任 |
| 4    | 天宝 （sangs rgyas ye shes，桑吉悦希）          | 1979年8月－1981年4月   | 西藏自治区人民政府主席   |
| 5    | 阿沛·阿旺晋美 (nga phod ngag dbang 'jigs med）  | 1981年4月－1983年2月   | 西藏自治区人民政府主席   |
| 6    | 多杰才旦 (rdo rje tshe brtan)                   | 1983年－1985年         | 西藏自治区人民政府主席   |
| 7    | 多吉才让 (rdo rje tshe ring)                    | 1985年－1990年         | 西藏自治区人民政府主席   |
| 8    | 江村羅布 (rgyal mtsan nor bu)                   | 1990年－1998年         | 西藏自治区人民政府主席   |
| 9    | 列确 （legs mchog）                             | 1998年5月－2003年4月   | 西藏自治区人民政府主席   |
| 10   | 向巴平措 (byamg pa phun tshogs)                 | 2003年4月－2010年1月   | 西藏自治区人民政府主席   |
| 11   | 白玛赤林 （padma 'phrin las)                    | 2010年1月－2013年1月   | 西藏自治区人民政府主席   |
| 12   | 洛桑江村 （lo sang jam can）                    | 2013年1月－2017年1月   | 西藏自治区人民政府主席   |
| 13   | 齐扎拉 （Che Dalha）                            | 2017年1月－2021年10月  | 西藏自治区人民政府主席   |
| 14   | 严金海 （yan cin ha'e）                         | 2021年10月－2024年11月 | 西藏自治区人民政府主席   |
| 15   | 嘎玛泽登 （skar ma tshe brtan）                 | 2024年11月至今         | 西藏自治区人民政府主席   |